# Image vectorielle
 (décembre 2024).
Si vous disposez d'ouvrages ou d'articles de référence ou si vous connaissez des sites web de qualité traitant du thème abordé ici, merci de compléter l'article en donnant les références utiles à sa vérifiabilité et en les liant à la section « Notes et références ».
Une image vectorielle (ou image en mode trait), en informatique, est une image numérique composée d'objets géométriques individuels, des primitives géométriques (segments de droite, arcs de cercle, courbes de Bézier, polygones, etc.), définis chacun par différents attributs (forme, position, couleur, remplissage, visibilité, etc.) et auxquels on peut appliquer différentes transformations (homothéties, similitude, rotations, mise à l'échelle, extrusion, inclinaison, effet miroir, dégradé de formes, morphage, symétrie, translation, interpolation, coniques ou bien les formes de révolution). Elle se différencie en cela des images matricielles (ou images bitmap), qui sont constituées de pixels.
Les images vectorielles ont l'avantage de pouvoir être agrandies indéfiniment sans perte d'information, et sont ainsi utilisées dans la réalisation de schémas ou de cartes. C’est d’ailleurs pourquoi ce type d’image est recommandé pour l’impression, notamment sur des affiches, textiles ou panneaux publicitaires. Les images vectorielles sont également utilisées par les graphistes pour concevoir des logos destinés à être imprimés sur divers supports publicitaires, tout en s'adaptant aux différentes tailles d'écrans sur le web. 

## Limites
Cependant, l’image vectorielle présente des limites que l'image matricielle surmonte. En effet, les formes géométriques qui composent une image vectorielle sont par nature très précises et nettes, ce qui rend complexe la gestion avancée des nuances de couleurs et des dégradés. Cela limite l'utilisation des images vectorielles pour des illustrations réalistes. À l'inverse, l'image matricielle permet un rendu plus riche en détails, idéal pour des visuels à l'apparence imparfaite, comme les dessins réalisés à la main ou les photographies, où chaque pixel peut contenir des informations colorimétriques très fines. Bien que cela soit rare, certains artistes relèvent le défi de créer des illustrations extrêmement réalistes en utilisant l'art vectoriel.
De plus, en raison de la nature des formes géométriques, les images vectorielles ont un aspect « plat », ce qui les rend moins adaptées pour les visuels nécessitant du réalisme ou une apparence tridimensionnelle.

## Formats
Il existe de nombreux formats de fichiers graphiques vectoriels. On peut citer Postscript, PDF, Illustrator, CGM, SVG, EPS, dont certains animés comme Flash ou  Lottie. Le logiciel de DAO Autocad a imposé ses formats de fichier DXF et DWG qui ont leurs propres caractéristiques.

## Application à la cartographie
La représentation vectorielle est très utile pour l'établissement de cartes. En effet, le principe de couches, où différents plans se superposent, permet de superposer par exemple plusieurs informations comme les fleuves, les routes, le relief, etc. Les écritures peuvent être réduites et toujours lisibles avec précision. La propriété de changement d'échelle rapide et intacte de la représentation vectorielle correspond aux demandes de la cartographie. Ainsi l'utilisateur peut très vite observer avec précision et clarté la zone qui l'intéresse. Pendant très longtemps, les formats vectoriels cartographiques ne comprenaient que des droites, plus récemment[Quand ?], différentes approches des courbes ont commencé à être intégrées dans les logiciels SIG.

## Logiciels de dessin vectoriel
Il existe de nombreux logiciels de dessin vectoriel :
- Affinity Designer ;
- Adobe Fireworks ;
- Adobe Flash ;
- Adobe Illustrator ;
- CorelDRAW ;
- Micrografx Designer (en)
- Expression ;
- Freehand ;
- Inkscape (logiciel libre) ;
- Karbon (logiciel libre) ;
- LibreOffice Draw (logiciel libre) ;
- Microsoft Visio ;
- Skencil (logiciel libre) ;
- Sketch ;
- Sodipodi (logiciel libre) ;
- Synfig dessin et animation vectoriel (logiciel libre) ;
- Xara Xtreme ;
- Xfig (logiciel libre).